# Oberon (Nova Gales do Sul)
Oberon é uma cidade localizada na região dos Planaltos Centrais no estado de Nova Gales do Sul, na Austrália. As principais indústrias são agricultura, silvicultura e produtos de madeira. A cidade costuma receber neve durante os meses de inverno, devido à sua alta altitude. No censo de 2016, Oberon tinha uma população de 3.256 pessoas.